# 다봉분포

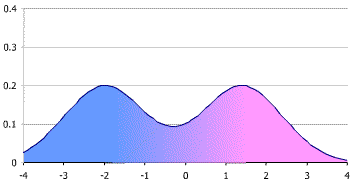

쌍봉분포(雙峰分布, bimodal distribution)는 통계학에서 서로 다른 두 개의 최빈값을 갖는 연속확률분포이다. 왼쪽 그림에서처럼 두 개의 극대값이 있는 확률분포함수 그래프를 나타낸다.
이를 보다 일반화하면 2개 이상의 최빈값을 갖는 확률분포를 다봉분포(多峰分布, multimodal distribution)라고 할 수 있다.

## 같이 보기
- 혼합 모델